# Дидезоксинуклеотиды

Молекула Дидеоксинуклеотида трифосфата

Дидезоксинуклеотиды, или дидезоксинуклеозидтрифосфаты (англ. Dideoxynucleoside triphosphate, ddNTP) — ингибиторы удлинения цепи ДНК, используемые в методе Сэнгера для секвенирования ДНК. У дидезоксинуклеотидов (ddNTP) отсутствует 3'-OH-группа, которая необходима для удлинения цепи. Поскольку гидроксильная группа не может быть добавлена в 3'-конец, дальнейшее удлинение цепи не происходит. Способность остановить репликацию ДНК используется для сравнения с теми молекулами ДНК, которые реплицируются дальше. Например, так сравнивают ДНК раковых и здоровых клеток, чтобы найти место, на котором произошел сбой.